# Deltagare i Giro d’Italia 2008
Den här artikeln är en lista över deltagare i Giro d’Italia 2008 – de här cyklisterna deltog i tävlingen Giro d'Italia 2008:
| LPR Brakes | Ag2r-La Mondiale | Astana Team |
| - 01. Danilo di Luca - 02. Paolo Bailetti - 03. Gabriele Bosisio - 04. Riccardo Chiarini - 05. Giairo Ermeti - 06. Jure Golcer - 07. Daniele Pietropolli - 08. Paolo Savoldelli - 09. Alessandro Spezialetti        | - 11. Tadej Valjavec - 12. Philip Deignan - 13. René Mandri - 14. Laurent Mangel - 15. Rinaldo Nocentini - 16. Nicolas Rousseau - 17. Blaise Sonnery - 18. Aljaksandr Usaŭ - 19. Jurij Krivtsov                   | - 21. Levi Leipheimer - 22. Alberto Contador - 23. Vladimir Gusev - 24. Antonio Colom - 25. Maksim Iglinskij - 26. Steve Morabito - 27. Andrej Mizurov - 28. Andreas Klöden - 29. Asan Basajev              |
| Barloworld | Caisse d'Epargne | Cofidis |
| - 31. Francesco Bellotti - 32. Patrick Calcagni - 33. Félix Cárdenas - 34. Steve Cummings - 35. Enrico Gasparotto - 36. Christian Pfannberger - 37. Carlo Scognamiglio - 38. Mauricio Soler - 39. Geraint Thomas    | - 41. Marlon Alirio Perez Arango - 42. Joan Horrach - 43. Vladimir Karpets - 44. Pablo Lastras - 45. Francisco Pérez Sanchez - 46. Mathieu Perget - 47. Joaquim Rodríguez - 48. José Rujano - 49. Luis Pasamontes | - 51. Mickaël Buffaz - 52. Kevin De Weert - 53. Bingen Fernández - 54. Nicolas Hartmann - 55. Steve Zampieri - 56. Yann Huguet - 57. Damien Monier - 58. Nick Nuyens - 59. Rik Verbrugghe                   |
| CSF Group Navigare | Euskaltel-Euskadi | Française des Jeux |
| - 61. Emanuele Sella - 62. Fortunato Baliani - 64. Luis Felipe Laverde - 65. Julio Alberto Perez Cuapio - 66. Filippo Savini - 67. Matteo Priamo - 68. Tiziano Dall'Antonia - 69. Domenico Pozzovivo                | - 71. Josu Agirre - 72. Lander Aperribai - 73. Koldo Fernandez - 74. Aitor Galdós - 75. Dionisio Galparsoro - 76. Markel Irizar - 77. Iñigo Landaluze - 78. Alan Pérez - 79. Iván Velasco                         | - 81. Mickaël Cherel - 82. Timothy Gudsell - 83. Jaŭhen Hutarovitj - 84. Lilian Jegou - 85. Yoann Le Boulanger - 86. Guillaume Levarlet - 87. Jérémy Roy - 88. Tom Stubbe - 89. Jussi Veikkanen             |
| Gerolsteiner | Team High Road | Lampre-Fondital |
| - 91. Robert Förster - 92. Thomas Fothen - 93. Johannes Fröhlinger - 94. Oscar Gatto - 95. Sven Krauss - 96. Andrea Moletta - 97. Volker Ordowski - 98. Davide Rebellin - 99. Matthias Russ                         | - 101. Mark Cavendish - 102. André Greipel - 103. Adam Hansen - 104. Tony Martin - 105. Marco Pinotti - 106. Morris Possoni - 107. František Raboň - 108. Kanstantsin Siŭtsoŭ - 109. Bradley Wiggins              | - 111. Marzio Bruseghin - 112. Paolo Bossoni - 113. Fabio Baldato - 114. David Loosli - 115. Sylvester Szmyd - 116. Simon Špilak - 117. Mirco Lorenzetto - 118. Mauro Santambrogio - 119. Francesco Gavazzi |
| Team Liquigas | Quick Step | Rabobank |
| - 121. Daniele Bennati - 122. Kjell Carlström - 123. Dario Cataldo - 124. Vladimir Miholjevic - 125. Vincenzo Nibali - 126. Andrea Noè - 127. Franco Pellizotti - 128. Alessandro Vanotti - 129. Charles Wegelius   | - 131. Paolo Bettini - 132. Aleksandr Jefimkin - 133. Addy Engels - 134. Mauro Facci - 135. Juan Manuel Garate - 136. Hubert Schwab - 137. Kevin Seeldraeyers - 138. Andrea Tonti - 139. Giovanni Visconti        | - 141. Denis Mensjov - 142. Graeme Brown - 143. Bram de Groot - 144. Theo Eltink - 145. Mathew Hayman - 146. Dmitrij Kozontjuk - 147. Gerben Löwik - 148. Paul Martens - 149. Mauricio Ardila               |
| Saunier Duval-Scott | Serramenti PVC Diquigiovanni - Androni Giocattoli | Silence-Lotto |
| - 151. Riccardo Riccò - 152. José Alberto Benítez - 153. Raivis Belohvošciks - 154. Eros Capecchi - 155. David Cañada - 156. Ermanno Capelli - 157. Iker Camano - 158. Luciano Pagliarini - 159. Leonardo Piepoli   | - 161. Gilberto Simoni - 162. Alessandro Bertolini - 163. Danilo Hondo - 164. Raffaele Illiano - 165. Ruslan Ivanov - 166. Gabriele Missaglia - 167. Daniele Nardello - 168. Carlos José Ochoa - 169. José Serpa  | - 171. Geert Steurs - 172. Dominique Cornu - 173. Francis De Greef - 174. Dries Devenyns - 175. Nick Gates - 176. Matthew Lloyd - 177. Robbie McEwen - 178. Jurgen van den Broeck - 179. Wim Van Huffel     |
| Slipstream-Chipotle | Team CSC | Team Milram |
| - 181. Magnus Bäckstedt - 182. Julian Dean - 183. Ryder Hesjedal - 184. David Millar - 185. Jonathan Patrick McCarty - 186. Danny Pate - 187. Christopher Sutton - 188. Christian Vandevelde - 189. David Zabriskie | - 191. Anders Lund - 192. Bradley McGee - 193. Chris Anker Sørensen - 194. Gustav Larsson - 195. Jason McCartney - 196. Jens Voigt - 197. Michael Blaudzun - 198. Nicki Sørensen - 199. Stuart O'Grady            | - 201. Erik Zabel - 202. Igor Astarloa - 203. Markus Eichler - 204. Sergio Ghisalberti - 205. Matej Jurčo - 206. Alberto Ongarato - 207. Enrico Poitschke - 208. Fabio Sabatini - 209. Marco Velo           |
| Tinkoff Credit Systems | | |
| - 211. Jevgenij Petrov - 212. Vasil Kirjenka - 213. Luca Mazzanti - 214. Alberto Loddo - 215. Michail Ignatiev - 216. Nikolaj Trusov - 217. Pavel Brutt - 218. Sergej Klimov - 219. Aleksandr Serov                 | | |